# Foza
Foza (in der zimbrischen Sprache: Vüsche) ist eine nordostitalienische Gemeinde (comune) mit 657 Einwohnern (Stand 31. Dezember 2023) in der Provinz Vicenza in Venetien. Die Gemeinde liegt etwa 39 Kilometer von Vicenza und ist Teil der Comunità montana "Spettabile Reggenza 7 Comuni". Foza gehört zu den Sieben Gemeinden.

## Gemeindepartnerschaften
Foza unterhält Partnerschaften mit der bayerischen Gemeinde Neufahrn in Niederbayern (Deutschland) und eine inneritalienische Partnerschaft mit der Gemeinde Sinnai in der Provinz Cagliari.